# Ecaterina Chislova
Ecaterina Gavrilovna Chislova (rusă Екатерина Гавриловна Числова) (21 septembrie 1846 – 13 decembrie 1889) a fost balerină rusă. Ea a fost amanta Marelui Duce Nicolai Nicolaevici al Rusiei, cu care a avut cinci copii.

## Biografie
Ecaterina Chislova a fost fiica lui Gabriel Chislov. A intrat devreme în Ansamblul de balet Kirov, o companie de balet din Sankt Petersburg de renume mondial. Ea a fost partenera celebrului Felix Kschessinski, în Mazurka poloneză.
La mijlocul anilor 1860, Marele Duce Nicolai Nicolaevici al Rusiei, al treilea fiu al Țarului Nicolae I, s-a îndrăgostit de ea și au devenit amanți. Ecaterina era cu 15 ani mai tânără decât Nicolai Nicolaevici. Deși Marele Duce era căsătorit și avea copii, ei au avut o relație deschisă, ceea ce a generat un scandal. El a instalat-o într-o casă modernă situată ecact vizavi de propriul său palat din capitală. Când Chislova voia să fie viziată de iubitul ei, ea urma să aprindă două lumânări și să le așeze pe pervazul ferestrei, de unde Marele Duce le putea vedea de la ferestrele biroului său. În 1868, Ecaterina a născut primul dintre cei cinci copii ai lor.
Țarul Alexandru al II-lea și-a avertizat fratele să fie mai discret și cuplul a călătorit la San Remo și în Crimeea. În 1881, soția Marelui Duce, Marea Ducesă Alexandra Petrovna, s-a retras la o mănăstire din Kiev. După ce a renunțat la cariera de dansatoare pentru el, și temându-se pentru bunăstarea copiilor lor în cazul în care s-ar întâmpla ceva cu el, Ecaterina Chislova l-a rugat pe Nicolae Nikolaievici să le ofere sprijin financiar. El a aranjat intrarea în mica nobilime pentru Ecaterina și copiilor nelegitimi ai cuplului le-au fost acordate numele de Nicolaiev la 8 decembrie 1882 de către Țarul Alexandru al III-lea al Rusiei.
Neputând să obțină divorțul, Marele Duce Nicolae Nicolaievici a sperat să supraviețuiască soției sale și apoi să se căsătorească cu amanta sa. Totuși, Ecaterina Chislova a murit pe neașteptate în Crimeea la 13 decembrie 1889, la 43 de ani. Marele Duce avea cancer și i-a supraviețuit numai doi ani.

## Copii
- Olga Nikolaevna Nikolaeva (10 iunie 1868 - 31 august 1950); s-a căsătorit cu Prințul Mihail Cantacuzin
- Vladimir Nikolaevici Nikolaev (4 iunie 1873 - 28 ianuarie 1942)
- Ecaterina Nikolaevna Nikolaeva (1874 - 26 ianuarie 1940)
- Nicolae Nikolaevici Nikolaev (16 aprilie 1875 - 9 ianuarie 1902)
- Galina Nikolaevna Nikolaeva (28 ianuarie 1877 - 3 august 1878)